# Гогитидзе, Виктор Юрьевич
Ви́ктор Ю́рьевич Гогити́дзе (7 сентября 1952 — 3 июля 2014) — советский и российский дипломат.

## Биография
Окончил МГИМО МИД СССР (1974). 
На дипломатической работе с 1974 года. Работал на различных должностях в центральном аппарате МИД СССР и МИД России, в дипломатических представительствах в Кувейте и Судане.
С 13 сентября 1994 по 31 августа 1999 года — чрезвычайный и полномочный посол Российской Федерации в Сирии.

## Семья
Был женат, имеет двоих дочерей.

## Дипломатический ранг
- Чрезвычайный и полномочный посланник 2 класса (30 апреля 1993)[3].
- Чрезвычайный и полномочный посланник 1 класса (20 июля 1994)[4].
- Чрезвычайный и полномочный посол (11 декабря 1996)[5].

## Награды
- Медаль «В память 850-летия Москвы».
- Орден Заслуг высшей степени (Сирия)[6].